# Feuilles de Zygalski
La méthode des feuilles de Zygalski est une technique cryptologique utilisée par le Biuro Szyfrów polonais, avant et pendant la Seconde Guerre mondiale, puis par les cryptologues britanniques de Bletchley Park, afin de décrypter les messages chiffrés au moyen du système allemand d'Enigma.
Les feuilles de Zygalski ont pris le nom de leur inventeur d'octobre 1938, Henryk Zygalski.

## Méthode

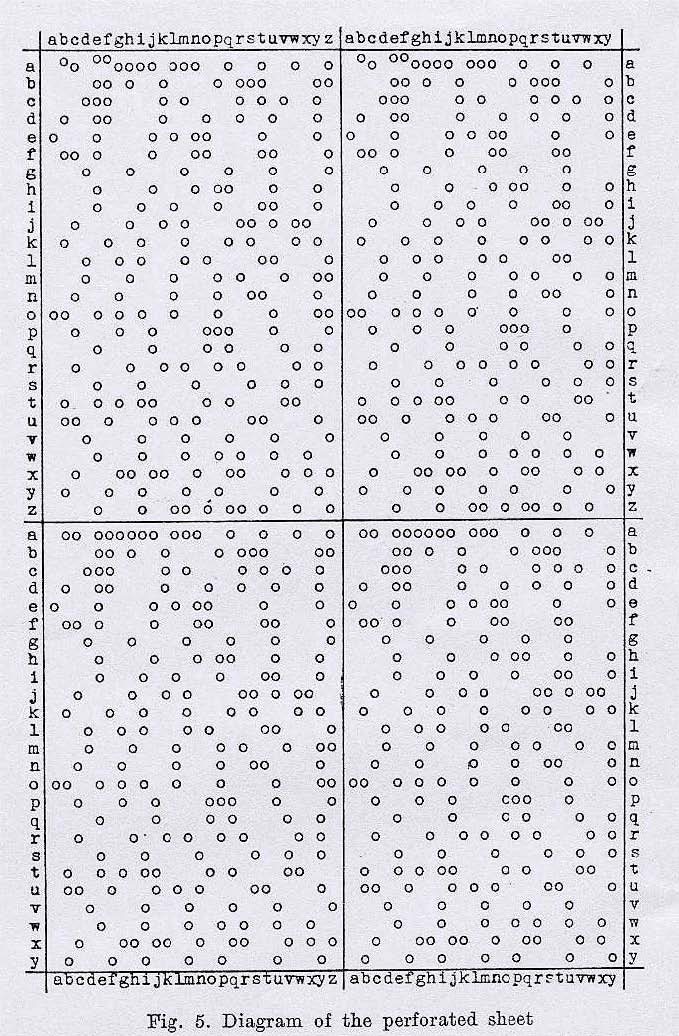
Feuille de Zygalski

L'appareil de Zygalski comprend un jeu de 26 feuilles perforées pour chacune des six séquences initiales possibles d'insertion des trois rotors dans le brouilleur de la machine Enigma. Chaque feuille est apparentée à la position de départ du rotor gauche, celui qui bouge le plus lentement.
La matrice 26x26, qui représente les 676 positions possibles de départ des rotors gauche et milieu, était dupliquée horizontalement et verticalement: a–z, a–y. Les feuilles étaient percées de trous dans les positions qui permettraient l'occurrence d'une « femelle ».
Marian Rejewski explique la mise en œuvre de l'appareil à feuilles perforées: « Quand les feuilles sont superposées et déplacées, les unes par rapport aux autres, dans la bonne séquence et de la bonne manière, en fonction d'un programme strictement défini, le nombre d'ouvertures visibles diminue graduellement. Et, si une quantité suffisante de données est disponible, il ne reste finalement qu'une seule ouverture, qui correspond probablement au bon cas, c'est-à-dire à la solution. De la position de l'ouverture, on peut calculer l'ordre des rotors, la disposition de leurs anneaux, et, par comparaison des lettres de l'indicateur et des lettres de la machine, également la permutation S ; en d'autres mots, l'entière clef du chiffrement. »
Comme la méthode du catalogue de cartes que Rejewski avait développé au moyen de son cyclomètre, la procédure des feuilles de Zygalski est indépendante du nombre d'enfichages du tableau de connexion.

## Fabrication

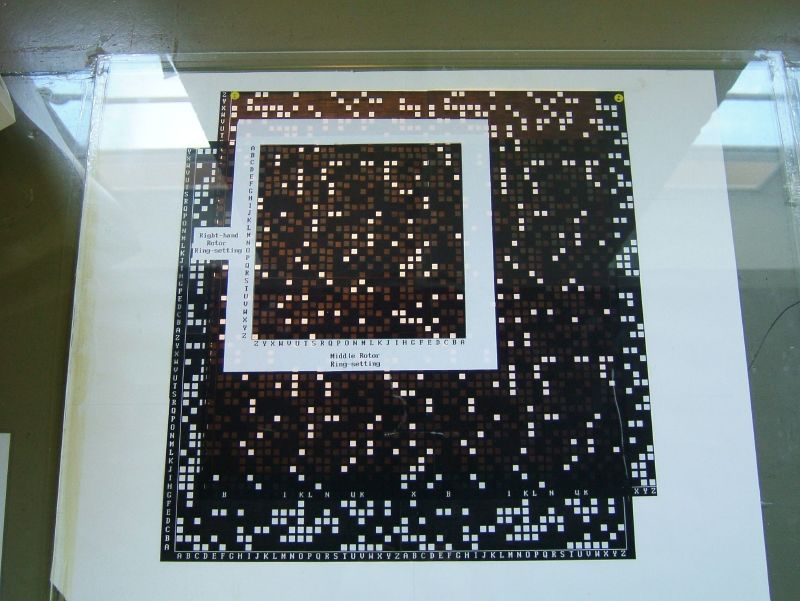
Demonstration de deux feuilles perforées au musée de Bletchley Park.

La fabrication prend trop de temps. Pour des raisons de sécurité, les feuilles sont perforées par les mathématiciens eux-mêmes, au moyen de lames de rasoir. Le 15 décembre 1938, un tiers de la tâche seulement est terminé.
À cette date, les Allemands introduisent les rotors IV et V, multipliant par dix la quantité du travail, puisqu'il aurait fallu dix fois plus de feuilles (pour les 60 combinaisons de séquences possibles des trois rotors sélectionnés parmi cinq). 
Le 25 juillet 1939, cinq semaines avant l'invasion de la Pologne, à Varsovie, le bureau du chiffre polonais révèle à ses invités français et britanniques ses succès dans le décryptage d'Enigma. Certaines révélations concernent la méthode des feuilles perforées de Zygalski.
À Bletchley Park, les Britanniques entreprennent la production de deux jeux complets de feuilles perforées. Le travail est exécuté, au moyen de perforatrices, par une section dirigée par John R.F. Jeffreys,. À BP, ces feuilles sont baptisées Netz (de Netzverfahren, "méthode du filet"), quoique dans le souvenir de Gordon Welchman ce sont les "feuilles de Jeffreys"; encore que ces feuilles de Jeffreys soient plutôt celles d'un autre catalogue produit par la section de Jeffreys.
Le premier jeu est terminé fin décembre 1939. Le 28 décembre, une partie du second jeu est livré aux cryptologues polonais réfugiés à PC Bruno. Terminées le 7 janvier, les feuilles restantes sont apportées par Turing peu de temps après. "Avec ces feuilles, écrit Rejewski, nous avons continué de résoudre les clefs quotidiennes." Les feuilles permettent aux Polonais de décrypter leur premier message Enigma du temps de guerre, le 17 janvier 1940,.
En mai 1940, les Allemands, une fois de plus, modifient complètement leur méthode de chiffrement de la clef (sauf pour leur réseau norvégien). Résultat, les feuilles de Zygalski ne servent plus à rien. Le relais est pris par le truc de John Herivel (Herivel tip).

## Liens
- Bombe cryptologique
- Méthode du gril
- Catalogue de cartes cryptologiques